# Claudia Tranchese
Claudia Tranchese (Brusciano, 16 marzo 1989) è un'attrice italiana.

## Biografia
Interessata alla recitazione sin da bambina, inizia un primo corso di teatro già all'età di 12 anni, contemporaneamente ai corsi di danza classica e hip hop che frequenta fino alla maggiore età. Dopo la laurea in Sociologia conseguita nel 2014 all'Università degli studi di Napoli Federico II, si trasferisce a Roma. Dopo aver recitato in alcuni cortometraggi, esordisce in televisione nella prima stagione della serie tv I bastardi di Pizzofalcone, regia di Carlo Carlei. Nel 2019 viene scelta per interpretare il drammatico ruolo di Grazia Levante, figlia più piccola del boss Gerlando, nel quarto capitolo di Gomorra - La serie, chiudendo l'arco narrativo del suo personaggio nella quinta e conclusiva stagione. Nel 2020-2021 prende parte a due progetti Netflix: il film Sotto il Sole di Riccione dove interpreta Emma e la serie tv Generazione 56k che la vede nei panni di Inés.

## Teatro
- Il Dottor Futuro, Antonio Guerrieri (2017)

## Filmografia

### Cinema
- Nemici per la pelle, regia di Rossella Drudi (2006)
- Sotto il sole di Riccione, regia di YouNuts! (2020)

### Televisione
- I bastardi di Pizzofalcone, 1 episodio, regia di Carlo Carlei (2017)
- Gomorra - La serie serie TV, 10 episodi, regia di Francesca Comencini, Claudio Cupellini e Marco D'Amore (2019-2021)
- Generazione 56K, regia di Francesco Ebbasta (2021)
- Un passo dal cielo - serie TV (2021), sesta stagione, episodio Il leone della montagna
- Resta con me, regia di Monica Vullo - serie TV (2023)
- L'amica geniale, regia di Laura Bispuri - serie TV (2024)

### Cortometraggi
- Candeggina, regia di Lorenzo Marinelli (2012)
- Dream On, regia di Lorenzo Marinelli (2012)
- Una bella giornata, regia di Ernesto Censori (2016)
- Il passaggio, regia di Lorenzo Marinelli (2017)
- Feel like sharing?, regia di Lorenzo Marinelli (2017)